# Даньшин, Иван Александрович
Ива́н Алекса́ндрович Да́ньшин (род. 20 апреля 1982, Челябинск) — российский футболист, нападающий.

## Карьера
Начинал играть в родном Челябинске, в 13 лет уехал в Москву, где поступил в футбольную школу местного ЦСКА. С 1999 по 2000 год выступал за команду второго дивизиона ЦСКА-2, в 43 матчах забил 12 голов. С 2000 по 2001 год выступал уже за основной состав ЦСКА, провёл 12 встреч и забил 1 мяч в высшей лиге России, а также сыграл 11 матчей и забил 2 гола в турнире дублёров. Кроме того, сыграл в полуфинальном матче Кубка России 1999/00 против московского «Спартака».
В 2001 году был на правах аренды в составе клуба «Торпедо-ЗИЛ», но за основу так и не сыграл, проведя лишь 3 матча и забив 1 мяч в турнире дублёров, виной тому была травма — разрыв крестообразных связок, полученная в матче резервных составов, из-за чего Иван вынужден был полгода лечиться. В середине 2002 года перешёл на правах аренды в «Кубань», выступавшую в первом дивизионе, за которую сыграл 2 матча.
В 2003 году отправился на правах аренды в украинскую «Звезду» из Кировограда, где провёл 3 встречи и забил 1 гол в первой лиге, однако затем надолго выбыл из-за травмы.
Восстановившись после травмы, начал играть за любительскую команду «Зенит» из Москвы. В 2005 году был заявлен в состав клуба «Новороссийск», выступавшего в ЛФЛ.
В составе юношеской сборной России своего года рождения играл на чемпионате Европы 1999 года в Чехии.

## Достижения
- Финалист Кубка России: 1999/2000